# Aleksandra Szczygłowska
Aleksandra Szczygłowska (22 de marzo de 1998) es una jugadora profesional de voleibol polaco, juego de posición armador. Desde la temporada 2018/2019, ha estado jugando para el equipo UNI Opole.